# Aleksandr Ivanovitsj Vojejkov

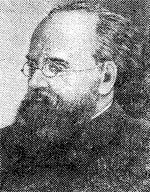
Aleksandr Ivanovitsj Vojejkov

Aleksandr Ivanovitsj Vojejkov (Russisch: Александр Иванович Воейков) (Moskou, 20 mei 1842 - Petrograd, 9 februari 1916) was een Russisch meteoroloog.
Vojejkov studeerde natuurwetenschappen in Sint-Petersburg, Heidelberg, Berlijn en Göttingen en bezocht in de periode 1868-70 de belangrijkste Europese meteorologische instituten. Hij reisde herhaaldelijk door de Kaukasus en bracht de winters van 1870 tot 1872 door als secretaris van de Meteorologische Commissie van het Russisch Geografisch Genootschap in Sint-Petersburg met observaties en gegevensverwerking over regen en onweer. In de periode 1873-75 reisde hij door Amerika van Manitoba tot Rio de Janeiro. Vanaf 1882 werkte hij als professor in de fysische geografie aan de Staatsuniversiteit van Sint-Petersburg.
- CiNii: DA0515727X
- Gemeinsame Normdatei: 1055316310
- International Standard Name Identifier: 0000 0001 0980 2411
- Library of Congress Control Number: n85802014
- Nationale Bibliotheek van Tsjechië: jx20090217032
- Nationale Bibliotheek van Israël: 987007279322905171
- Nederlandse Thesaurus van Auteursnamen: 071197699
- Réseau des bibliothèques de Suisse occidentale: 02-A000173480
- Système universitaire de documentation: 083175709
- Virtual International Authority File: 64388170
- WorldCat: E39PBJmTrtdVHJC4Qm8JdkYQMP